# Maikel Cleto
Maikel Cleto (Santo Domingo, 1 de mayo de 1989) es un lanzador dominicano de Grandes Ligas que juega para los Yaquis de ciudad obregon. Fue firmado como amateur por los Mets de Nueva York el 10 de agosto de 2006.

## Carrera

### New York Mets
Cleto comenzó su carrera profesional en 2007 con los Gulf Coast League Mets. Tuvo récord de 1-2 con una efectividad de 5.03, un salvamento y ponchó a 28.
En 2008 Cleto dividió la temporada entre el nivel Clase-A con Savannah Sand Gnats y Clase-A avanzada con St. Lucie Mets. Tuvo un récord combinado de 5-12 con una efectividad de 4.41, una blanqueada y 82 ponches en 26 juegos, 23 aperturas entre los dos clubes.

### Seattle Mariners
El 11 de diciembre de 2008, Cleto fue cambiado a los Marineros de Seattle junto con Aaron Heilman, Endy Chávez, Jason Vargas, Mike Carp y Ezequiel Carrera, a cambio de J. J. Putz,  Jeremy Reed y Sean Green.
Cleto dividió la temporada 2009 entre los Arizona League Mariners y en Clase-A con Clinton LumberKings. Terminó con récord de 0-4 con una efectividad de 5.54 y 25 ponches en nueve partidos, ocho como abridor. Asistió a los entrenamientos de primavera con los Marineros, pero fue asignado a las ligas menores. Cleto fue colocado en la lista de lesionados el 7 de julio, debido a molestias en la espalda y regresó el 15 de agosto.

### St. Louis Cardinals
El 12 de diciembre de 2010 se anunció que Cleto fue cambiado a los Cardenales de San Luis por  el campocorto Brendan  Ryan.
Fue activado el 2 de junio de 2011, directamente desde AA (Springfield Cardinals) para reforzar un bullpen con exceso de trabajo.